# Bernried (Niederbayern)

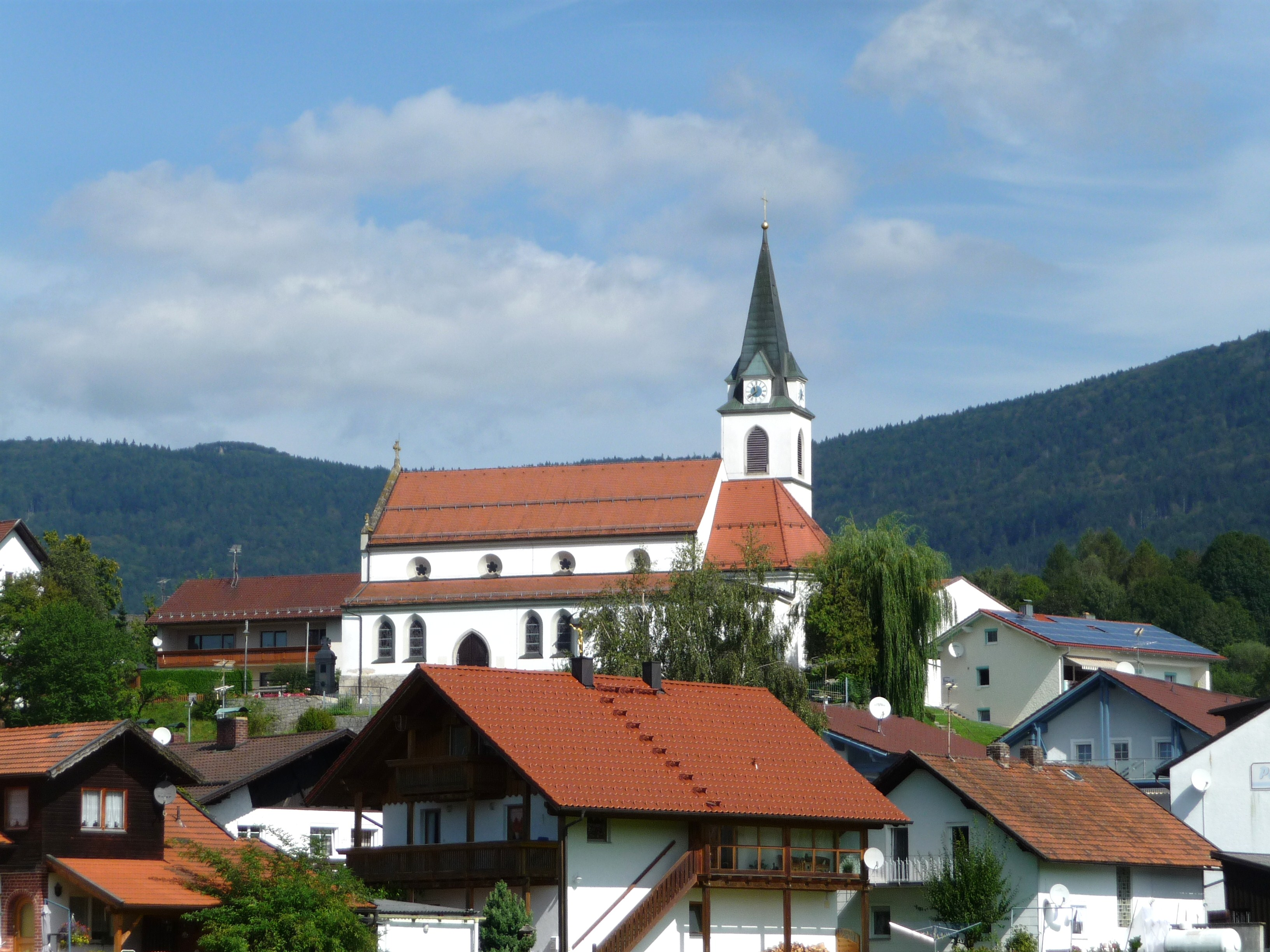
Die Pfarrkirche St. Katharina

Bernried ist eine Gemeinde im Norden des niederbayerischen Landkreises Deggendorf. Das Rathaus befindet sich im Gemeindeteil Birket.

## Gemeindegliederung
Die Gemeinde Bernried hat 96 Gemeindeteile:
- Adlwarting
- Amtsfleck
- Außerirlach
- Bachl
- Bergfeld
- Berghäuser
- Berghof
- Bernried
- Birgacker
- Birkacker
- Birket
- Birkhof
- Böbrach
- Bremersbach
- Buchet
- Buchetberg
- Buchetwies
- Burgerin
- Eben
- Ebenanger
- Ebenberg
- Ebengasse
- Eckhütt
- Edenstetten
- Egg
- Eichbühl
- Einberg
- Einberghäusl
- Elsenanger
- Faßlehen
- Försterhaus
- Fuchsberg
- Genshirn
- Giglberg
- Gmeinbühl
- Graben
- Grub
- Grubhof
- Hammet
- Hauptmannsgrub
- Hilling
- Hochstraß
- Hochzipfl
- Hofstetten
- Höslbach
- Hundsruck
- Innenstetten
- Innerirlach
- Irlach
- Irlhof
- Jägerhaus
- Ketterlberg
- Kleinböbrach
- Kohlpoint
- Kollstatt
- Krackl
- Kracklwies
- Kräutert
- Krin
- Leithen
- Luckaswies
- Luhhof
- Martinsgrub
- Medernberg
- Oberkager
- Oberkanetsberg
- Ödlehen
- Pitzen
- Pommersberg
- Rebling
- Rieth
- Rindberg
- Scheiblacker
- Schloßtanet
- Schneiderhäusl
- Schneideried
- Schocha
- Schönpoint
- Schrimpfhof
- Sendbühl
- Sölden
- Staudachberg
- Steinbühl
- Straßermühl
- Sulzbach
- Thannberg
- Tradelsöhren
- Unterkager
- Unterkanetsberg
- Waldhaus
- Weibing
- Weiherhaus
- Willersbach
- Windsteig
- Zaunstadt
- Zellberg

Es gibt die Gemarkungen Bernried, Edenstetten und Egg.

## Geschichte
Ein großer Teil des heutigen Gemeindegebietes gehörte zur Hofmark Egg, das Schloss Egg liegt im Gemeindegebiet.
Seit Gründung der Gemeinde im Jahr 1818 gehörte die Gemeinde Bernried zum Bezirksamt und späteren Landkreis Bogen. Mit Auflösung des Landkreises im Rahmen der Kreisreform von 1972 wurde Bernried als einzige Gemeinde des Altlandkreises Bogen Teil des Landkreises Deggendorf. Damals hatte die Gemeinde 31 Gemeindeteile und eine Fläche von rund 1517 Hektar.

### Eingemeindungen
Im Zuge der Gebietsreform in Bayern wurden am 1. Mai 1978 wurden die Gemeinden Edenstetten und Egg eingegliedert.

### Einwohnerentwicklung
1840 hatte die Gemeinde, bezogen auf den heutigen Gebietsstand, 2122 Einwohner, bei der Volkszählung 1970 waren es 3370 Einwohner. Bisheriger Höchststand der Einwohnerzahl war 4925 im Jahr 2006.
Im Zeitraum 1988 bis 2018 wuchs die Gemeinde von 4129 auf 4744 um 615 Einwohner bzw. um 14,9 %.

## Politik

### Gemeinderat
Die Kommunalwahlen von 2020 und 2014 ergaben folgende Sitzverteilung (in Klammern das Wahlergebnis in Prozent):
|      | CSU        | SPD        | FWG        | Freie Liste | Gesamt |
| 2020 | 6 (37,5 %) | 4 (23,1 %) | 3 (21,5 %) | 3 (17,8 %)  | 16     |
| 2014 | 6 (37,4 %) | 4 (28,2 %) | 3 (18,4 %) | 3 (15,9 %)  | 16     |

### Bürgermeister
Erster Bürgermeister ist seit Mai 2014 Stefan Achatz (FWG), 2. Bürgermeister ist Johanna Gegenfurtner (CSU) und 3. Bürgermeisterin seit 8. Januar 2025 Claudia Sixt FL. Bis dahin war Wilhelm Haban (SPD) 3. Bürgermeister. Er hat das Amt aus gesundheitlichen Gründen niedergelegt und sich aus der Politik zurückgezogen. 
Bei den Kommunalwahlen am 15. März 2020 wurde Achatz im ersten Wahlgang ohne Gegenkandidaten mit 93,3 Prozent wiedergewählt.

### Wappen
| Wappen von Bechhofen | Blasonierung: „Schräg geteilt von Schwarz und Silber; oben eine silberne Lilie, unten ein roter Lindenzweig mit drei Blättern.“ |
| Wappen von Bechhofen | Wappenbegründung: Die Schrägteilung des Schildes in Schwarz und Silber ist vom Wappen der Herren von Egg abgeleitet, die im 13. und 14. Jahrhundert als Inhaber der Hofmark Egg Grundherrschaft und Niedergericht in einem großen Bereich des heutigen Gemeindegebiets ausübten. Schloss Egg, das auf eine um 1200 errichtete Burganlage zurückgeht, wurde Mitte des 19. Jahrhunderts in romantisch-mittelalterlichem Stil neu erbaut. Die Lilie wurde aus dem Wappen der Benediktinerabtei Metten übernommen, die ebenfalls ausgedehnten Grundbesitz in der heutigen Gemeinde Bernried hatte. Der dreiblättrige Lindenzweig stammt aus dem Wappen der Forster zu Pitzen bzw. von Wildenforst, die von 1395 bis Mitte des 15. Jahrhunderts als Inhaber der Hofmark Pitzenfels eine wichtige Rolle in Bernried und Böbrach gespielt haben. Die drei Blätter symbolisieren zugleich die im Jahr 1978 erfolgte Zusammenlegung der drei früher selbstständigen Gemeinden Bernried, Edenstetten und Egg zur heutigen Gemeinde Bernried. |

### Gemeindepartnerschaften
- Gemeinde Gornsdorf in Sachsen

## Sehenswürdigkeiten
- Die schadhafte spätgotische Kirche St. Katharina wurde 1894 bis auf den Chor abgerissen. Danach entstand die jetzige neugotische, dreischiffige  Säulenkirche mit vier Jochen und einem 33 Meter hohen Turm. Am 8. Juni 1895 erfolgte die Konsekration.

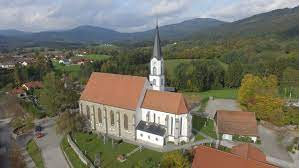

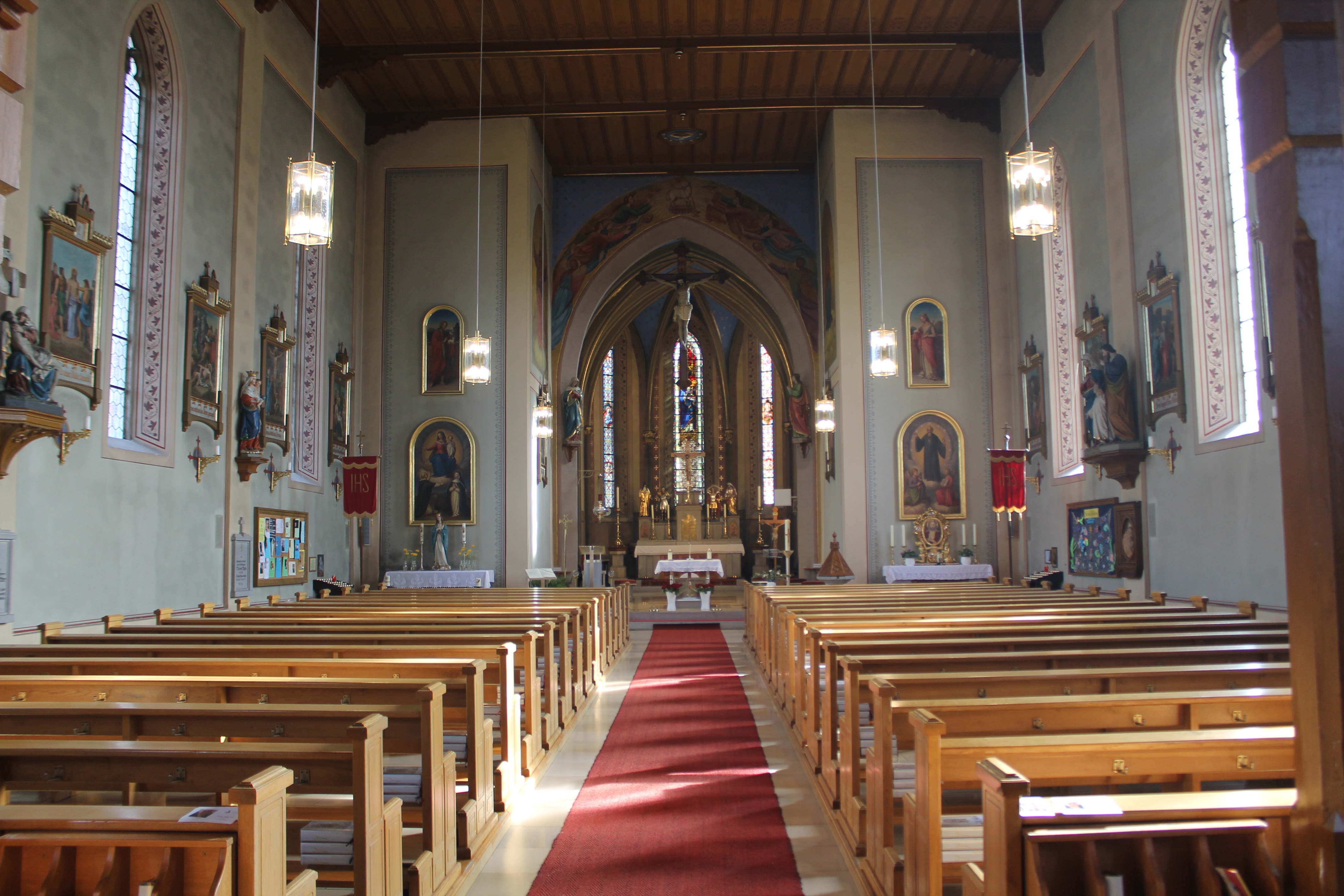

- Eine dem hl. Nikolaus geweihte Kirche in Edenstetten wird erstmals 1287 in einem Ablassbrief des Bischofs Bruno von Brixen urkundlich erwähnt. Im Jahr 1805 (28. Oktober 1805) wird durch tatkräftige Unterstützung des Königs von Bayern eine eigene Pfarrei gegründet. Die Hauptbestandteile der Kirche stammen aus drei verschiedenen Bauperioden: Der Turm (35 m hoch) aus dem 13./14. Jahrhundert, das Presbyterium aus dem Jahr 1412 und das Kirchenschiff aus dem Jahr 1861. Zahlreiche Abriss- und Erweiterungsarbeiten erfolgten im Lauf der Jahrhunderte, sodass der Bau eine gelungene Verbindung von spätmittelalterlicher und neuerer Architektur darstellt. Die Kirche und die Innenausstattung sind im gotischen und neugotischen Stil gehalten. Über den Weibinger Winkl erklingen die vier Glocken von St. Nikolaus: St.-Josefs-Glocke (1924) und Christkönig (1950), Maria Assumpta (1950) und St. Nikolaus (1950). Das Plenum setzt sich aus drei Glocken zusammen (St. Nikolaus, Christkönig und Maria Assumpta), die vierte Glocke (St. Josef) ist die Sterbeglocke. Nach der Fertigstellung des Kirchenschiffes erfolgte die feierliche Konsekration durch Bischof Ignatius von Senestrey am 3. Sonntag nach Pfingsten, dem 14. Juni 1863. Besonderheiten der Pfarrkirche St. Nikolaus sind: Das monumentale Kreuz am Chorgewölbe (aus Oberammergau), die einzigartigen Kreuzwegbilder, ein Kreuzreliquiar mit Splittern vom Kreuz Jesu und ein Sakramentshäuschen aus dem Jahr 1608 (1861 versetzt in die südliche Friedhofsmauer).[10][11]

## Verkehr
Bernried ist über die Autobahn 3 Nürnberg – Regensburg – Deggendorf, Ausfahrt Schwarzach – Bernried oder Ausfahrt Egg – Metten an das Straßennetz angeschlossen. Außerdem erreicht man Bernried über die Autobahn A 92 von München kommend. Ausfahrt im Stadtgebiet Deggendorf, im Tunnel Richtung Bernried.

## Persönlichkeiten

### In Bernried geboren
- Robert Riedl (* 1955 in Edenstetten), Politiker (Freie Wähler)

## Sonstiges
Im Gemeindeteil Rebling befand sich bis Ende 2011 und ab 2024 das Gourmet-Restaurant Schwingshackls Esskultur von Erich Schwingshackl.